# Công tước xứ Brabant

Quốc huy của Công quốc Brabant

Công tước xứ Brabant (tiếng Hà Lan: hertog van Brabant; tiếng Pháp: duc de Brabant) là người cai trị Công quốc Brabant từ năm 1183/1184. Tước hiệu này được tạo ra bởi Hoàng đế La Mã Thần thánh Frederick Barbarossa để ủng hộ Henry I của Nhà Reginar, con trai của Godfrey III, Bá tước xứ Leuven (lúc đó là công tước của Hạ Lorraine). Công quốc Brabant là một cấp độ phong kiến (từ 1085/1086) của Landgraf Brabant. Đây là một thái ấp của Đế quốc được giao cho Bá tước Henry III xứ Leuven ngay sau cái chết của Bá tước Brabant trước đó, Herman II xứ Lotharingia (sinh ngày 20 tháng 9 năm 1085). Mặc dù Bá quốc tương ứng khá nhỏ (giới hạn trong lãnh thổ giữa các con sông Senne và Dender), tên của nó đã được áp dụng cho toàn bộ đất nước dưới sự kiểm soát của các công tước từ thế kỷ XIII trở đi. Năm 1190, sau cái chết của Godfrey III, Henry I cũng trở thành công tước của Lotharingia. Trước đây là Hạ Lotharingia, tước hiệu này hiện nay thực tế không có thẩm quyền lãnh thổ, nhưng được các công tước sau này của Brabant sử dụng như một tước hiệu kính trọng.
Năm 1288, các công tước xứ Brabant cũng trở thành Công tước xứ Limburg. Tước hiệu rơi vào tay các Công tước xứ Burgundy vào năm 1430. Sau đó, quyền thừa kế của người Burgundy tiếp tục cho đến Cách mạng Pháp, mặc dù phần phía bắc của lãnh thổ Brabant thực sự do Các tỉnh thống nhất Hà Lan cai trị trong thế kỷ XVII và XVIII.
Ngày nay, tước hiệu công tước hoặc nữ công tước xứ Brabant, kể từ Nghị định Hoàng gia ngày 16 tháng 12 năm 1840 (sửa đổi năm 1991), là người thừa kế ngai vàng của Bỉ. Người nắm giữ hiện tại là Công chúa Elisabeth, con gái trưởng của Vua Philippe.